# Richard Williams (hudebník)
Richard Williams (4. května 1931 Galveston – 4. listopadu 1985 New York) byl americký jazzový trumpetista. Po návratu z armády odehrál turné po Evropě jako člen skupiny Lionela Hamptona a následně zahájil vysokoškolské studium na Manhattan School of Music. V roce 1960 vydal své první album pod svým jménem nazvané New Horn in Town. Během své kariéry spolupracoval s řadou hduebníků, mezi které patří Yusef Lateef, Randy Weston, Thad Jones, Charles Mingus, Eddie „Lockjaw“ Davis nebo Bill Evans.